# Championnat de Guinée-Bissau de football 2016-2017
Navigation
Édition précédente Édition suivante
La saison 2016-2017 du Championnat de Guinée-Bissau de football est la trente-huitième édition de la Primeira Divisião, le championnat de première division en Guinée-Bissau. Les quatorze meilleures équipes du pays se retrouvent au sein d'une poule unique où elles s'affrontent à deux reprises. En fin de saison, les trois derniers du classement sont relégués et remplacés par les trois premiers de Segunda Divisião. 
C'est le Sport Bissau e Benfica qui remporte la compétition cette saison après avoir terminé en tête du classement final, avec treize points d'avance sur le Nuno Tristão Futebol Clube et dix-neuf sur le Sporting Clube de Bafatá. C'est le dixième titre de champion de Guinée-Bissau de l'histoire du club.

## Les clubs participants
- Sporting Clube de Bafatá
- Sporting Clube de Bissau
- Sport Portos de Bissau
- Sport Bissau e Benfica
- Nuno Tristão Futebol Clube
- FC Pelundo
- Lagartos de Bambadinca
- União Desportiva Internacional de Bissau
- Mavegro FC
- Futebol Clube de Cantchungo
- Tigres de São Domingos
- Cuntum Futebol Clube
- Estrela de Cantanhez Futebol Clube
- Clube de Futebol "Os Balantas"

## Compétition

### Classement
Le classement est établi sur le barème de points suivant : victoire à 3 points, match nul à 1, défaite à 0.
| Rang | Équipe                       | Pts | J  | G  | N  | P  | Bp | Bc | Diff |
| ---- | ---------------------------- | --- | -- | -- | -- | -- | -- | -- | ---- |
| 1    | Sport Bissau e Benfica       | 62  | 26 | 19 | 5  | 2  | 58 | 18 | +40  |
| 2    | Nuno Tristão Futebol Clube   | 49  | 26 | 13 | 10 | 3  | 22 | 10 | +12  |
| 3    | Sporting Clube de Bafatá     | 43  | 26 | 12 | 7  | 7  | 32 | 20 | +12  |
| 4    | Cuntum Futebol Clube         | 43  | 26 | 12 | 7  | 7  | 36 | 29 | +7   |
| 5    | UDI Bissau                   | 34  | 26 | 9  | 7  | 10 | 35 | 32 | +3   |
| 6    | FC Pelundo                   | 33  | 26 | 8  | 9  | 9  | 31 | 27 | +4   |
| 7    | Sport Portos de Bissau       | 33  | 25 | 8  | 9  | 8  | 27 | 31 | -4   |
| 8    | Lagartos de Bambadinca       | 33  | 24 | 8  | 9  | 7  | 32 | 37 | -5   |
| 9    | CF Os Balantas               | 32  | 26 | 7  | 11 | 8  | 27 | 28 | -1   |
| 10   | Futebol Clube de CantchungoC | 30  | 26 | 7  | 9  | 10 | 26 | 29 | -3   |
| 11   | Sporting Clube de Bissau     | 27  | 26 | 8  | 3  | 15 | 18 | 36 | -18  |
| 12   | Tigres de São Domingos       | 27  | 26 | 7  | 6  | 13 | 29 | 34 | -5   |
| 13   | Mavegro FC                   | 23  | 24 | 7  | 2  | 15 | 21 | 37 | -16  |
| 14   | Estrela de Cantanhez         | 17  | 25 | 3  | 8  | 14 | 22 | 48 | -26  |

|  | Qualification pour la Ligue des champions de la CAF 2018 |
|  | Relégation en Segunda Divisião                           |
|  | C : Vainqueur de la Coupe de Guinée-Bissau               |

## Bilan de la saison
| Championnat de Guinée-Bissau de football 2016-2017 |                                    |
| Champion                                           | Sport Bissau e Benfica (10e titre) |
| Coupes et trophées                                 |                                    |
| Vainqueur de la Coupe de Guinée-Bissau 2016-2017   | Futebol Clube de Cantchungo        |
| Qualifications continentales                       |                                    |
| Ligue des champions de la CAF 2018                 | Sport Bissau e Benfica             |
| Coupe de la confédération 2018                     | Aucun                              |
| Promotions et relégations                          |                                    |
| Promus en Primeira Divisião                        | FC Sonaco                          |
| Promus en Primeira Divisião                        | Desportivo de Farim                |
| Promus en Primeira Divisião                        | Flamengo Futebol Clube             |
| Relégués en Segunda Divisião                       | Tigres de São Domingos             |
| Relégués en Segunda Divisião                       | Mavegro FC                         |
| Relégués en Segunda Divisião                       | Estrela de Cantanhez               |